# Louis Febre

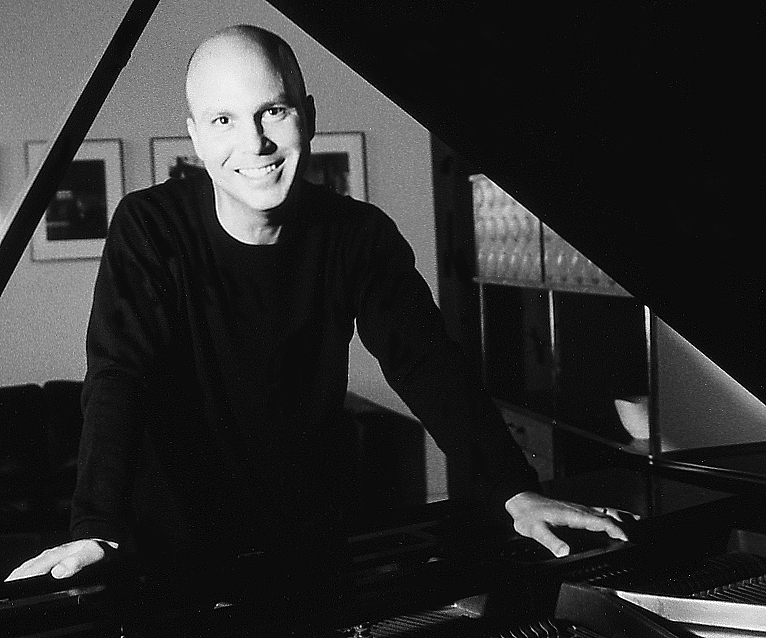
Louis Febre (2007)

Louis Albert Febre (* 21. Juni 1959 in Saltillo, Coahuila, Mexiko) ist ein mexikanischer Komponist.

## Leben
Der gebürtige Mexikaner Louis Albert Febre begann bereits im Alter von acht Jahren mit dem Komponieren, als er an einer Privatschule in Nordmexiko Klavierunterricht nahm. Nachdem seine Familie 1973 nach Los Angeles zog, nahm er Klavierunterricht bei Robert Turner, Francoise Regnat und intensivierte sein Kompositionsstudium unter Lorraine Kimball und Frank Campo.
Nachdem er erstmals 1992 von PM Entertainment, einem Produktionsunternehmen für B-Movies, als Komponist engagiert wurde, lernte er 1996 seinen späteren Mentor John Debney kennen, mit dem er 1997 gemeinsam einen Emmy für die Fernsehserie Countdown X – Alarm im All gewann. Seitdem komponierte er unter anderem für Filme wie Im Jenseits sind noch Zimmer frei, Final Speed – Stoppt den Todeszug! und Der Feind in meinem Mann. Seine mit Abstand bekannteste Arbeit ist die Superheldenfernsehserie Smallville

## Filmografie (Auswahl)
- 1990: Bad Girls from Mars – Die verdorbenen Mädchen vom Mars (Bad Girls from Mars)
- 1991: Keine Zeit zu sterben (A Time to Die)
- 1994: Dark Force – Aliens in Black (T-Force)
- 1994: Scanner Cop
- 1995: Das Profil der Bestie (Serial Killer)
- 1995: Die Abenteuer von Two Bits und Pepper (Two bits and Pepper)
- 1995: Die Schlampe – Karriere um jeden Preis (The Secretary)
- 1995: Karate Tiger 8 (Fists of Iron)
- 1996: Dark Force – Lautlos kommt der Tod (The Silencers)
- 1996: Invasion aus dem All (Dark Breed)
- 1996–1997: Countdown X – Alarm im All (The Cape, Fernsehserie)
- 1997: Im Jenseits sind noch Zimmer frei (Tower of Terror)
- 1998: Mr. Murder – Er wird dich finden … (Mr. Murder)
- 1999: Die Tochter des Präsidenten: In tödlicher Gefahr (First Daughter)
- 1999: Final Speed – Stoppt den Todeszug! (Final Run)
- 1999: Scooby-Doo und das Geheimnis der Hexe (Scooby-Doo and the Witch's Ghost)
- 2001–2011: Smallville (Fernsehserie)
- 2002: Heart Attack – Die Bombe im Körper (Dead in a Heartbeat)
- 2002: Breakaway – Ein knallharter Coup (Christmas Rush)
- 2002: First Shot – Das Attentat (First Shot)
- 2002: Swimfan
- 2003: Der Feind in meinem Mann (Devil's Pond)
- 2003: Red Water
- 2004: Control – Du sollst nicht töten (Control)
- 2004: Unstoppable
- 2005: Verführung aus dem Internet (Cyber Seduction: His Secret Life)
- 2009: Alien Trespass
- 2011: Charlie’s Angels (Fernsehserie)

## Auszeichnungen
Emmy
- 1997: Auszeichnung für die Outstanding Music Composition for a Series (Dramatic Underscore) von Countdown X – Alarm im All